# Şafak Pavey
Şafak Önal, coniugata Pavey (Ankara, 10 luglio 1976), è una politica, diplomatica e giornalista turca, prima donna disabile a diventare parlamentare in Turchia.

## Biografia
Şafak Pavey, nata Önal, è nata il 10 luglio 1976 ad Ankara da Şahin e Ayşe Önal, un famoso giornalista e scrittore turco, e nel 1994 si traferì in Svizzera con il marito per studiare cinema. Il 24 maggio di due anni dopo, tuttavia, a Zurigo avvenne un grave incidente ferroviario, nel quale Pavey rischiò la vita, perdendo il braccio e la gamba sinistra. L'anno successivo, si trasferì a Londra per proseguire gli studi, decidendo di frequentare la facoltà di relazioni internazionali presso l'Università di Westminster.

## Carriera politica
All'inizio degli anni 2000, Pavey iniziò a lavorare presso l'Alto Commissariato delle Nazioni Unite per i rifugiati, diventando la responsabile delle relazioni esterne e degli aiuti umanitari con l'Algeria, l'Egitto, l'Iran, il Libano e la Siria. Successivamente, divenne la portavoce dell'UNHCR per l'Ungheria e venne nominata segretaria dell'Alto commissariato delle Nazioni Unite per i diritti umani.
Successivamente, divenne un'editorialista per il settimanale bilingue Agos, giornale con sede a Istanbul e pubblicato sia in armeno sia in turco, mentre nel frattempo collaborò con l'Università di Harvard, la Royal Academy of Arts di Londra e il Norwegian Design Council tenendo conferenze riguardanti l'inclusività e la situazione delle persone sfollate in tutto il mondo.
Dopo quindici anni vissuti all'estero, Pavey tornò in Turchia nel 2011, candidandosi per ottenere un seggio nella Grande Assemblea Nazionale Turca fra le file del Partito Popolare Repubblicano, partito dell'opposizione. L'anno successivo, fu eletta alla Grande Assemblea Nazionale Turca, diventando la prima donna disabile a diventare una parlamentare in Turchia, e abbandonò i suoi incarichi presso le Nazioni Unite. Durante questo periodo, Şafak Pavey si è più volte definita ambientalista ed europeista, criticando fortemente le posizioni di Erdoğan e diventando socia onoraria della National Secular Society, un'organizzazione britannica che promuove i valori del secolarismo laico.

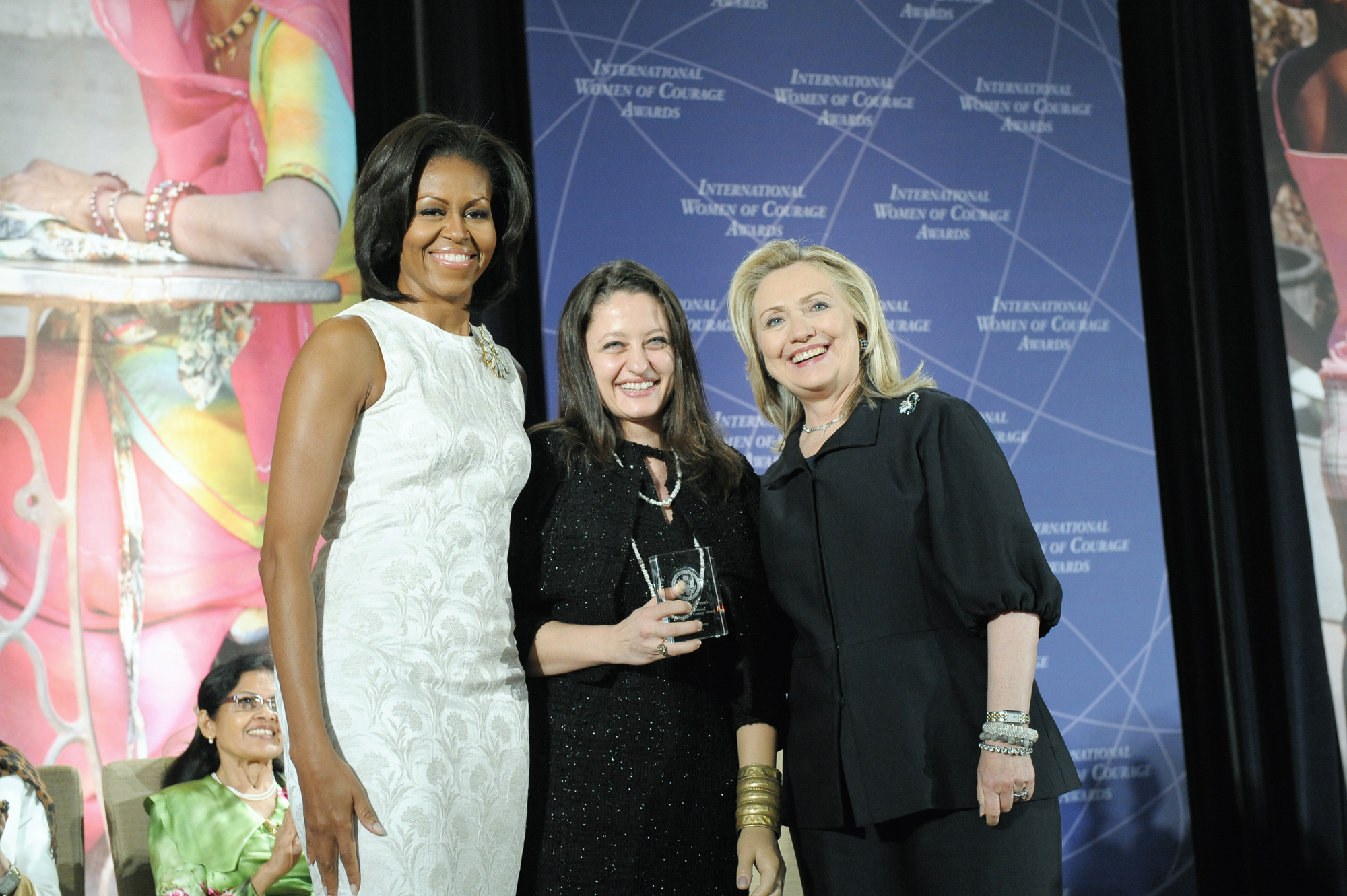
Safak Pavey insieme a Hillary Clinton e Michelle Obama all'edizione del 2012 dell'International Women of Courage Award

Si è dimessa da parlamentare il 25 ottobre 2017 per motivi di salute.

## Premi
- 2012 - Premio International Women of Courage Award[9]
- 2014 - Premio Secularist of the Year[10]